# Borszczowo (rejon pogarski)
Borszczowo (ros. Борщово) – wieś (sieło) w Rosji, w obwodzie briańskim, w rejonie pogarskim. W 2010 liczyła 684 mieszkańców.